# Campo di concentramento di Molat
Il campo di concentramento di Molat è stato campo per l'internamento civile in Italia, istituito durante la seconda guerra mondiale, dall'Italia fascista sull'isola di Melada ed era subordinato al Ministero dell'interno italiano.
Il campo è esistito dal 30 giugno 1942 all'8 settembre 1943 e, come il campo di concentramento di Gonars e Rab, è stato utilizzato principalmente per l'internamento di sloveni, croati e serbi al fine di "italianizzare" la regione dell'annessa Dalmazia. Secondo la targa commemorativa del campo, sarebbe composto da cinque baracche, è stato attraversato da circa 20 000 detenuti, di cui circa 1 000 morti o fucilati.
|                    | giugno 1942 | luglio 1942 | agosto 1942 | settembre 1942 | novembre 1942 | dicembre 1942 | gennaio 1943 | febbraio 1943 |
| Numero di detenuti | 223         | 1.320       | 2.337       | 2.300          | 2.200         | 2.400         | 1.627        | 1.500         |